# Batalla de Roncesvalles (1813)
La batalla de Roncesvalles (francés: Roncevaux) fue un enfrentamiento en el ámbito de la Guerra de Independencia Española que enfrentó el 25 de julio de 1813 a Francia y Gran Bretaña-Portugal, saliendo victoriosa la primera.

## Antecedentes
Después de la victoria decisiva de las fuerzas aliadas bajo Arthur Wellesley, primer duque de Wellington sobre las fuerzas francesas bajo el rey José Bonaparte en la batalla de Vitoria, Wellington avanzó para capturar San Sebastián y Pamplona, los últimos puestos franceses en suelo español.
Mientras Wellington concentraba sus esfuerzos en capturar el puerto estratégicamente importante de San Sebastián, envió a 11,000 hombres bajo el general irlandés-español O'Donnell para bloquear Pamplona. Para evitar un contraataque francés sobre los Pirineos, Wellington colocó el Cuerpo del General Hill en un frente de 80 km, para cubrir la carretera costera y los pasos principales sobre las montañas.

## Batalla
Habiendo reconstruido y reorganizado rápidamente sus fuerzas tras su derrota, los franceses bajo el mando del mariscal Nicolás Jean de Dieu Soult lanzaron un ataque hacia Pamplona a través de los pasos de Maya y Roncesvalles.
La fuerza francesa en Roncesvalles consistía en 40,000 hombres y 8 armas de fuego bajo los generales Reille y Clausel. El paso fue defendido por la 4.ª división británica ordenada por el Mayor general Galbraith Lowry Cole y fue ayudado por la brigada portuguesa 4/10.
Los franceses atacaron desde Saint-Jean-Pied-de-Port avanzando en dos columnas a cada lado del paso. Clausel en Altobiscar y Reille en Linduz. Alrededor de las 06:00 los dos ejércitos se encontraron. Los británicos fueron ampliamente superados en número, la brigada de John Byng en el lado oriental mantuvo la división de Bertrand Clausel a raya durante tres horas antes de ser obligados a regresar.
A las 14:00 Cole trajo tres brigadas más como refuerzos. Sin embargo, alrededor de las 17:00 una densa niebla descendió sobre el campo de batalla mientras la brigada portuguesa 4/10 repelía los ataques franceses en el Val de Baigorry. Cole, a pesar de las órdenes contrarias, ordenó a sus tropas retirarse hacia Pamplona.

## Consecuencias
Las fuerzas aliadas se reagruparon e hicieron una parada cerca del pueblo de Sorauren donde cerraron en la Batalla de Sorauren (27-28 de julio) el paso a Soult que acudía a socorrer a los sitiados en Pamplona donde la guarnición francesa se mantuvo firme hasta finales de octubre.
Más tarde Wellington admitió que dividir sus fuerzas para asediar simultáneamente San Sebastián y Pamplona fue "uno de las mayores fallos que cometió en la guerra".
El coronel Walter O'Hara, que luchó en la batalla, daría nombre a la avenida Roncesvalles en Toronto después de la batalla. El barrio de Roncesvalles, Toronto, a su vez, ganó su nombre de la calle.